# Горній Никшич
45°08′ пн. ш. 15°32′ сх. д. / 45.13° пн. ш. 15.54° сх. д.
Горній Никшич (хорв. Gornji Nikšić) — населений пункт у Хорватії, у Карловацькій жупанії у складі міста Слунь.

## Населення
Населення за даними перепису 2011 року становило 47 осіб.
Динаміка чисельності населення поселення: